# Six Giants of the Wisden Century
I Six Giants of the Wisden Century (in italiano Sei Giganti del Secolo Wisden) sono sei giocatori di cricket che nel 1963 furono scelti da Sir Neville Cardus come i più illustri e significativi nel corso dei 100 anni precedenti. La selezione di Cardus fu effettuata su richiesta della rivista Wisden Cricketers' Almanack in occasione della sua centesima edizione annuale, pubblicata nello stesso anno.

## Giocatori selezionati
In ordine alfabetico, i sei giocatori selezionati da Sir Neville Cardus come i più straordinari del secolo sono:
- Sydney Barnes
- Don Bradman
- W. G. Grace
- Jack Hobbs
- Tom Richardson
- Victor Trumper

## Esclusioni eccellenti
Sir Neville Cardus era consapevole che la sua selezione dei "Sei Giganti del Secolo Wisden" avrebbe suscitato controversie. Infatti, scrisse: "Riesco già a sentire nella mia immaginazione mille voci di protesta (inclusa la mia)." In seguito, elencò anche più di una dozzina di altri giocatori che aveva preso in considerazione per l'onore, ma che alla fine non furono inclusi nella lista definitiva.
- Ranjitsinhji
- Fred Spofforth
- Wilfred Rhodes
- Johnny Tyldesley
- Charlie Macartney
- Aubrey Faulkner
- Bill  O'Reilly
- Keith Miller
- Frank Woolley
- Ray Lindwall
- Len Hutton
- Bernard Bosanquet
- Bart King

L'omissione di Rhodes dalla lista dei "Sei Giganti del Secolo Wisden" rappresenta una delle sorprese più grandi, considerando il contesto in cui Sir Neville Cardus stava compiendo la sua scelta. In un'altra occasione, Cardus scrisse che avrebbe "piegato qualsiasi regola per assicurarsi che Wilfred fosse nel mio team".
Cardus spiegò che, nella sua selezione, cercava qualcosa che andasse oltre la semplice abilità nel battare o nel lanciare. Voleva giocatori che, oltre a segnare punti e prendere wicket, avessero "dato alla tecnica e allo stile del cricket una nuova svolta, una nuova direzione". In altre parole, la sua scelta non riguardava solo i grandi giocatori, ma anche quelli che riuscivano a portare una visione innovativa nel gioco, ossia i giocatori creativi (come sottolineato dallo stesso Cardus utilizzando il corsivo).

## Motivazioni
- W. G. Grace: "Nessuno degli altri grandi giocatori, nemmeno Sir Jack Hobbs, è riuscito a dominare il cricket per decenni come fecero i "Sei Giganti del Secolo". Nessuno di loro ha avuto una carriera così lunga e costante. In un certo senso, fu proprio W. G. Grace a inventare quello che oggi conosciamo come il cricket moderno. La sua fama era così grande da riempire i campi da cricket in tutto il paese. Grace pose le fondamenta dell'economia del cricket delle contee, influenzando profondamente lo sviluppo del gioco a livello nazionale. La portata della sua energia, la sua autorità e abilità, e la sua imponente presenza personale fecero sì che il cricket non fosse solo uno sport, ma un fenomeno che si estendeva oltre i confini del gioco. La sua figura, con la sua mole e il suo passo distintivi, portò il cricket nelle strade principali della vita nazionale. Divenne un simbolo vittoriano, una figura paterna per il mondo del cricket e per tutta la nazione."

- Jack Hobbs: "Non ho mai visto Jack Hobbs eseguire un colpo non istruito. Quando giudicava erroneamente la natura di una palla, riusciva comunque, in modo quasi naturale, a fare il colpo giusto nel momento sbagliato. Non solo ha ampliato e perfezionato l'arte del battitore, ma, come W. G. Grace, ha contribuito ad amplificare e consolidare l'attrattiva e la storia del cricket."

- Tom Richardson: "Ho scelto Tom Richardson come uno dei miei Sei Giganti non perché ritenessi che fosse il più grande lanciatore veloce del secolo, anche se senza dubbio era tra i più meritevoli. Lo considero la piena personificazione del lanciatore veloce, come ogni giovane aspirante giocatore sogna di diventare. Nel suo periodo di massimo splendore, Richardson era un gigante imponente, muscoloso, bruno, agile, con spalle larghe e un'energia apparentemente inesauribile. Era, senza dubbio, il lanciatore veloce ideale, sempre all'attacco e mirato ai ceppi. Il suo salto prima che il braccio destro si muovesse era straordinario per compostezza e tecnica. Non ha mai lanciato una palla difensiva; sarebbe stato troppo orgoglioso per farlo."

- Victor Trumper: "È inutile chiedersi chi sia stato il più grande battitore di tutti i tempi, poiché esistono diversi ordini di grandezza. Il talento, e persino il genio, sono sempre condizionati dalle circostanze in cui si sviluppano. Victor Trumper era l'incarnazione del coraggio mentre faceva le sue corse. Era un battitore cavalleresco, e nessuno dei suoi movimenti o delle sue intenzioni al wicket trasmetteva mai cattiveria o scortesia. Come scrisse C. B. Fry, "Non aveva stile, ma era tutto stile." Tuttavia, nonostante le corse di Victor e i suoi record, nessuna statistica potrà mai rendere pienamente l'idea del cricket glorioso di Trumper. Sarebbe come tentare di contare le note della musica di Mozart."

- Sydney Barnes: "La maggior parte dei giocatori di cricket e degli studiosi del gioco che vissero nel periodo in cui giocò Sydney Barnes concordò nel considerarlo il lanciatore del secolo. Sia gli australiani che gli inglesi lo votarono all'unanimità come il più grande. Clem Hill, il celebre battitore mancino australiano, mi raccontò che, quando aveva a che fare con un wicket perfetto, Barnes riusciva a far entrare ed uscire la palla con una velocità impressionante, riuscendo a farla girare da terra, a lanciarla sul ceppo della gamba e a mancare l'attacco. Barnes aveva un'azione di lancio straordinaria, sempre eretta, con il braccio destro dritto. Correva con passi leggeri, senza mai sprecare energia. Toccava la palla da cricket con una sensibilità unica, simile a quella di un violinista che suona il suo violino. Era sempre all'attacco, un lanciatore implacabile."

- Don Bradman: "Sir Donald Bradman (noto anche come Bradman o The Don) deve essere considerato il più magistrale e prolifico creatore di run che il gioco del cricket abbia mai conosciuto. In poche parole, era un grande battitore. Alcuni critici hanno sostenuto che il suo stile fosse meccanico, ma lo stesso si potrebbe dire di un aeroplano che vola maestosamente. La differenza tra Bradman e altri battitori come, ad esempio, Victor Trumper, era in realtà simile alla distinzione che esiste tra un aeroplano e una rondine in volo. Dal punto di vista di uno scrittore del gioco, sono felice di dire che Bradman è stato per me una costante fonte di ispirazione e idee. Una semplice rubrica di giornale non sarebbe stata sufficiente per racchiudere la sua grandezza. Era, per quanto un giocatore di cricket possa esserlo, un vero e proprio genio."